# 決勝時刻：現代戰爭2的爭議
《決勝時刻：現代戰爭2》是一款在2009年11月10日发布的第一人称射击游戏，发布在Xbox 360、PlayStation 3和Microsoft Windows平台上。尽管其知名度，该游戏在发布时就笼罩着争议，主要因其对俄国飞机场的恐怖袭击的暴力描述。

## No Russian關卡
游戏初期的可选关卡“No Russian”中，玩家将控制潛伏行動(Deep Cover Operation)的中央情报局特工和前陆军游骑兵约瑟夫·艾伦，与一队俄罗斯极端民族主义恐怖分子在机场制造大屠杀。关卡名来源于恐怖分子头目弗拉基米尔·马卡洛夫，他告诉玩家和其他枪手在整个场景中的指示“记住，不准說俄语”。受惊的平民尖叫着四散逃离，在地上爬行的伤者拖出斑斑血迹，还有一些人尝试把人拖到安全地带，却无法逃脱被杀的命运。尽管玩家在技术上跟恐怖分子结盟，但可以不用杀死任何平民来履行任务目标。玩家不能杀死其他恐怖分子，这会导致任务失败。
任务开始前，玩家会被警告任务“含有令人不安的内容”，可以选择跳过关卡而不受惩罚。如果玩家不提前跳过任务，仍然可以在关卡的任何时刻跳过。玩家跳过关卡不会受到处罚，杀害平民或机场安检人员没有分数。同样，执行任务不会赢得具体的成就或勋章。但需要击退停机坪上的FSB士兵。在关卡的结尾，马卡洛夫识破了艾伦的真实身份，他杀害了艾伦随即逃跑。当美国特工尸体被发现时，俄罗斯政府误以为是美国策划对该国的入侵。

### 各国反应

#### 俄罗斯
该任务在俄罗斯PC版中被删除。最初报道，由于俄罗斯游戏机版被召回，导致销售被推迟。但Activision表示此报告是假的，它早已决定在PC版中删掉“No Russian”任务。由于俄罗斯没有正式的分级委员会，在与当地律师交谈之后作出决定。俄罗斯联邦内的另一个游戏评级机构“电视和电影分级委员会”（CRRS）不愿发表意见。

#### 日本、德国
日本版进行了修改，如果玩家杀平民，则看到“游戏结束”的提示。 德国也有类似的改变。
日本版还包括一个很严重的误译，该行“记住，不准說俄语”被翻译成“杀了他们，他们是俄罗斯人”（Korose, roshia-jinda）。 这导致玩家对剧情误解，在机场发生的事与其背后的原因对着故事情节有很大的影响。许多玩家选择要导入英文版，而不是有错译的本地版。 史克威尔艾尼克斯表示，因“技术限制”，游戏翻译的所有错误不会被修改， 还指出游戏本来只有一种语言。

#### 美国
The Salt Lake Tribune主编文斯·堀（Vince Horiuchi）将现代战争2称为当年最具争议的游戏之一，尤其是“別說俄语”的任务。他表示，由于最近刚发生了2009年胡德堡枪击案，很多人无法接受这种图片与视频。他觉得太反感，就想影评者对恐怖片如13号星期五的意见。他个人觉得Infinity Ward还不如做一段过场动画，玩家只当一个旁观者。或许起码让玩家去阻止恐怖分子，但游戏目前不允许玩家向恐怖分子开枪，而且还得必须杀死FSB（俄罗斯安全服务）队员。 在CNET.com的一篇文章中，克里斯·马特史驰（Chris Matyszczyk）批评Infinity Ward在俄罗斯禁止游戏机版，而且在PC版中删除令人反感的内容。他表示，虽然Infinity Ward明明知道该场景会导致争议，但俄罗斯政府反应过激。如果萨尔曼·鲁西迪在一本书写了这种场景，政府多半不会禁止它。 GamesRadar认为，在这十几年以来，该场景已经属于10个最为震撼的游戏场景之一。同时也表示，这可能导致更加残酷的场景，或许更加严格的游戏立法。
X-Play描述此任务是游戏剧情的重要事件，而不仅仅让观众震撼。 在Game Informer的评论中，亚当·比瑟妮尔（Adam Biessener）写道，“虽然玩家要参与令人发指的行为，但它只不过使玩家多关注战争与间谍活动的道德问题，而光杀死坏人是不可能达到同样的效果”。 The Escapist的编辑者Andy Chalk说这都是胡说八道，几个俄罗斯恐怖分子不可能代表整个国家。 Mercury News编辑Gieson Cacho说该任务是这游戏里最具争议的任务，玩家经过这次任务之后感觉非常难受。不过，他还说这任务对后面的剧情有很大的影响，如拯救大兵瑞恩的诺曼底登陆一样。

## 其他争议

### 标枪导弹bug
标枪导弹bug造成敌人在死亡时爆炸。此时，所有人在15英尺内则死亡。为了阻止玩家使用该bug，Infinity Ward声明它们正在解决这个问题。同时与微软合作，在Xbox Live上惩罚那些继续利用该bug的玩家。

### “不许问，不许讲”彩蛋
在武器教学关卡中有个彩蛋，一位士兵问另一位士兵是否见到一位裸体男人，还问他是不是同性恋。在一阵傻笑过后，这位士兵说了句：“别问那么多。”这是在暗讽美军允许同性恋者在军队服役时，问及性取向时要保守秘密的政策。这项政策直到2011年9月20日才被正式废除，而该彩蛋指的是电影《空前绝后满天飞》，曾被HBO迷你剧《杀戮一代》引用。因此，Infinity Ward被指控歧视同性恋者（包括F.A.G.S.短片），但官方未就此发布声明。

### 安拉中枪
2012年10月2日，Youtube出现一则名为《穆斯林告诫Infinity Ward公司》的视频，称游戏贫民窟场景中，一处浴室的马桶上出现一个画框，上书“真主是美的，他喜爱美好”。在伊斯兰教中，浴室不能谈宗教。2012年10月6日，该视频流传开后，该地图从所有公共播放列表中撤出。2013年10月23日，回炉的图像纹理修复补丁发布。